# 26 Canis Majoris
26 Canis Majoris, som är stjärnans Flamsteed-beteckning, är en ensam stjärna, belägen i den mellersta delen av stjärnbilden Stora hunden och har variabelbeteckningen MM Canis Majoris. Den har en minsta skenbar magnitud av ca 5,89 och är svagt synlig för blotta ögat där ljusföroreningar ej förekommer. Baserat på parallax enligt Gaia Data Release 2 på ca 3,2 mas, beräknas den befinna sig på ett avstånd på ca 1 000 ljusår (ca 308 parsek) från solen. Den rör sig bort från solen med en heliocentrisk radialhastighet på ca 22 km/s.

## Egenskaper
26 Canis Majoris är en blå till vit stjärna i huvudserien av spektralklass B2 IV/V blandat med drag av en underjättestjärna under utvecklling. Den har en massa som är ca 5,5 solmassor, en radie, som är ca 3,3 solradier och utsänder från dess fotosfär ca 1 000 gånger mera energi än solen vid en effektiv temperatur av ca 16 200 K.
Samus et al. (2017) klassificerar den som en långsam irreguljär variabel stjärna av spektraltyp B (SPB) med magnitud varierande från 5,84 till 5,87 och med en rotationsperiod av 2,72945 dygn. Briquet et al. (2007) beskriver den som en kemiskt speciell He-variabel stjärna, med inhomogena fördelningar av kemiska element över dess yta. Den har ett variabelt, kvasidipolärt magnetfält, vilket resulterar i variationer av magnetfältet och linjestyrkorna när den roterar.